# Tứ Ngự
Tứ Ngự (Chữ Hán:四御) Trong Đạo Giáo là bốn vị thần tiên tối cao cai quản toàn bộ thế giới. Địa vị của họ chỉ dưới Tam Thanh.

## Tứ Ngự:
Tứ Ngự bao gồm:
- Hạo Thiên Chí Tôn Ngọc Hoàng Thượng đế: Là người đứng đầu Tứ Ngự, cai quản thiên đình và tất cả các vị thần tiên trên trời.
- Trung Thiên Tử Vi Đại Đế: Là người điều khiển mặt trời, mặt trăng, các vì sao và thời tiết.
- Câu Trần Thượng Cung Thiên Hoàng Đại Đế (勾陳上宮天皇大帝): Là người quản lý mọi vấn đề trên thiên đường và nhân gian.
- Thừa Thiên Hiệu Pháp Hậu Thổ Hoàng Địa Kì: Là người cai quản toàn bộ âm tào địa phủ, cai quản việc sinh sản và hoạt động của núi sông.

## Lục Ngự
Cũng có quan điểm khác cho rằng dưới Tam Thanh là Lục Ngự. Ngoài 4 người trên thì có thêm:
- Đông Cực Thanh Huyền Thượng Đế (Thái Ất Thiên Tôn) là vị hộ trì và phổ độ chúng sanh.
- Thần Tiêu Chân Vương Trường Sinh Đại Đế là vị ban phúc lộc thọ mệnh cho chúng sanh.